# 喀嘉文
喀嘉文（羅馬化：Kajawèn），或稱爪哇教、（爪哇）心靈教、爪哇信仰，是爪哇島史上的傳統信仰，包含有泛靈論、佛教和印度教的元素成分。這種信仰是幾種不同宗教信仰的綜攝，已根植於爪哇的歷史和宗教觀念之中。

## 名稱

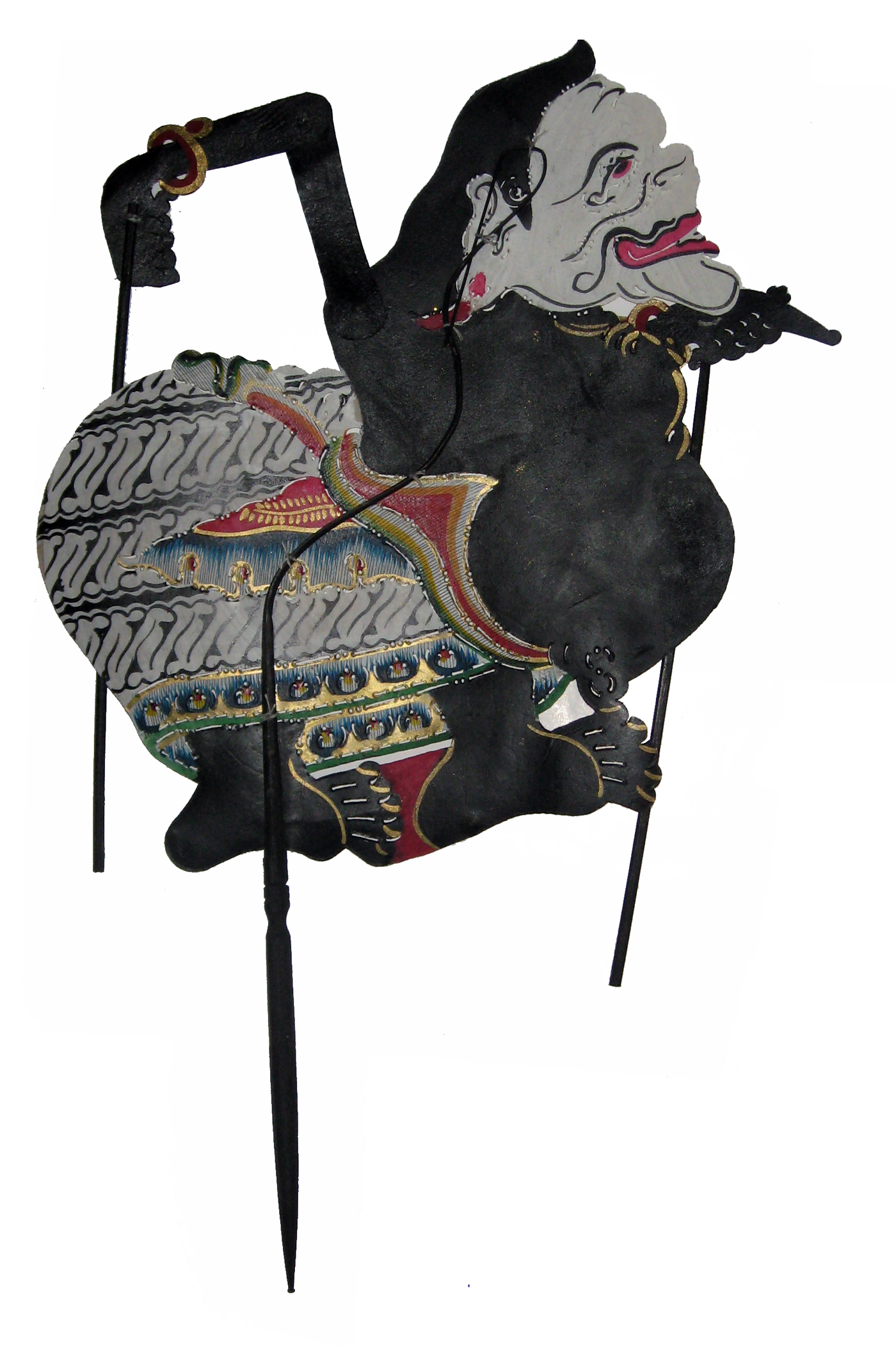
哇揚皮影偶戲中的皮偶——塞馬爾，為爪哇守護神

kebatinan可與kejawèn、Agama Jawa和Kepercayaan（信仰流派）互換使用，但它們之間並非完全相同：
- Kebatinan：“探討內心的科學”，[2]“內在”，[5]此名詞源自阿拉伯語的內涵（英语：Batin (Islam)）（batin），意思是“內涵”或是“隱藏”。[6]
- Kejawèn：“爪哇主義”，[2][7]包含居住在中爪哇和東爪哇爪哇族的文化、宗教信仰和習俗。[8][7]這種主義“不算是一個宗教，而是種受爪哇主義思想啟發的倫理和生活方式”。[9]

- Agama Jawa：“爪哇宗教”[3]

- Kepercayaan信仰流派：是種“信念”，[4]“信仰”，[5]全稱為：印尼語：[web 1]（信仰唯一全能的上帝）。[10]。“Kepercayaan”是印尼各種形式的神秘主義的官方通稱。根據加拿大學者Carlo Caldarola的說法，這個名詞“對神秘主義團體的共同點而言，並不算是恰當的描述”。 [5]它包括kebatinan、kejiwan和靈性。[5]

Kebatinan是追求內心和平的內在修養，植根於伊斯蘭教傳入之前既有傳統，而kejawèn是外向和以社區為中心的形式，透過儀式和信仰做法來體現。 

## 歷史
爪哇島是個宗教和文化的大熔爐，而創造出包含廣泛的各式宗教信仰，例如泛靈論、心靈崇拜和宗教宇宙論。

### 印度教與佛教

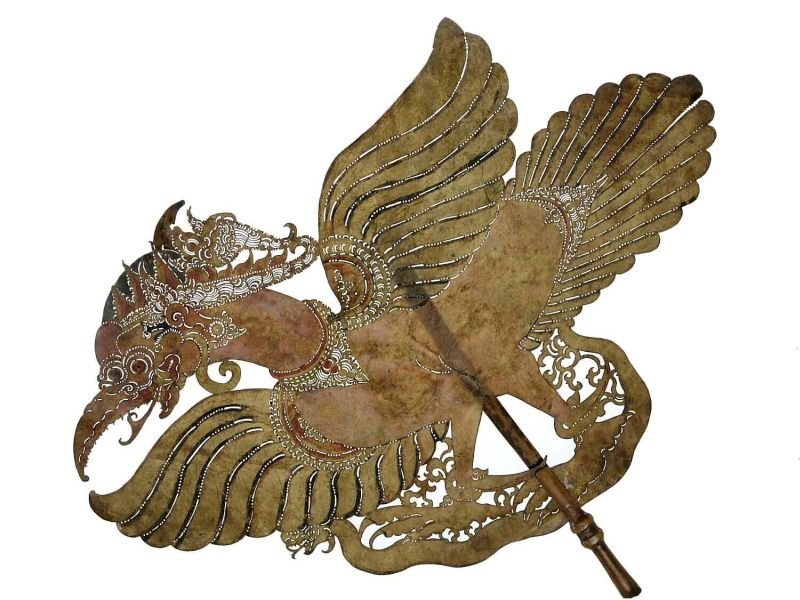
哇揚皮影偶戲中代表迦樓羅（毗濕奴坐騎）的皮偶。

印度早在公元1世紀即透過印度教對印尼發生影響。到4世紀，在這個地區建立的早期印度教王國包括有位於東加里曼丹省古泰的馬塔底普拉王國（Kutai Martadipura Kingdom）、西爪哇省的塔魯馬納加拉王國和中爪哇省的訶陵王國等。幾個著名的古代印尼印度教王國有馬打蘭王國（曾建造宏偉的普蘭巴南廟宇群），其次是諫義里國和信訶沙里王國。從那時起，印度教與佛教一起在整個印尼群島傳播，這些宗教的影響力在14世紀達到巔峰。爪哇的印度教-佛教王國中最後一個（也是最大一個）為滿者伯夷王國，其影響力遍及印尼群島。
印度教和佛教深入爪哇島社會的各個層面，並與本土傳統和文化融為一體。達到這種程度的渠道是透過稱為“resi”的苦行僧，這些人教授各種神秘信仰。resi的生活需求由一群學生負責。resi具有儀式性的權威。在宮廷上，身為resi的婆羅門教士和pudjangga（聖職文書）的功能是讓統治者的權位合法化，並將君主的政治需求與印度教宇宙論間產生聯繫。目前整個爪哇島散佈有好些小型印度教飛地，但在東岸，最靠近巴厘島處，尤其是在外南夢鎮附近，則有高比率的印度教人口。

### 伊斯蘭教
爪哇島受到數個伊斯蘭教王國征服，而在公元1500年左右皈依伊斯蘭教。這個宗教最先為社會精英和上層人士所接受，而促成在一般民眾間的傳播和信仰。其中蘇菲主義和一些已包含當地民間信仰的伊斯蘭教最容易與爪哇現有的民間信仰融合。學問版本的蘇菲主義及以伊斯蘭教法為導向的伊斯蘭教在宮廷內，與既有印度教-佛教文化的儀式和神話相融合。美國文化人類學家克里弗德·紀爾茲稱呼這種現象為阿邦甘（保留當地信仰的爪哇伊斯蘭教徒，也稱為“名義上的”穆斯林）和普利雅裔階級（鄉紳及小吏）“同時在爪哇下層階級和精英中發生的綜攝信仰”。
隨著印度教影響的消退，爪哇當地飽學伊斯蘭教義者成為新的宗教精英。伊斯蘭教本身不承認宗教領袖有等級制度，也不承認正式神職人員的身份，但荷屬東印度殖民政府為清真寺和伊斯蘭教傳教學校制定詳盡的等級秩序。Kyai在爪哇印尼伊斯蘭學校把傳統上resi的功能延續，其生活需求不只由學生提供，甚至連學校周圍的農民也要負擔。

### 基督教
基督教是由葡萄牙的商人和傳教士、荷蘭歸正教會以及在20世紀由天主教會中如耶穌會士和聖言會的傳教士帶到爪哇。現在爪哇大城市中的基督教社區中主要是新教的人口，但在中南部的一些農村地區則多數是天主教的堅定信仰者。

### 神智學
Kejawèn也受到神智學的影響。在20世紀初，神智學是居住在荷屬東印度的荷蘭人中很流行的宗教信仰。也有具有影響力的印尼人加入神智學會。神智學會在20世紀早期和中期“對Kejawèn的成長發揮過作用”，而有幾個kebatinan團體是由神智學家所創立。一個與kebatinan有關聯的團體 - Budi Setia在1949年成立，甚至“曾有把這個團體正式轉變為神智學派別的打算”。

## 伊斯蘭教與喀嘉文
雖然爪哇人主要以信仰伊斯蘭教為主，但融合有爪哇文化的Kejawèn仍是一股暗流，潛藏在一些爪哇人之中。
一些爪哇語文本記載有蘇南·西蒂澤納爾（把伊斯蘭教廣泛傳播到爪哇島的瓦利松戈（九聖）之一）與其他瓦利松戈，以及淡目蘇丹國之間發生衝突的故事。
爪哇在伊斯蘭化之後，產生一個結構鬆散，以kyai為中心的宗教社會，這類伊斯蘭教專家對於伊斯蘭化之前及以後的民俗、信念和做法方面擁有不同的熟練程度。Kyai是村莊群眾和超自然現象之間的主要中介。然而鬆散的Kayi領導結構卻助長分裂。那些教授神秘主義的人，以及那些以現代科學概念尋求改革伊斯蘭教的人，與只受過伊斯蘭教法指導的正統kyai之間經常存在尖銳的分歧。
因此，信奉伊斯蘭教的爪哇人存有兩大信仰流派：
1. 經典派（英语：Santri）（或稱putihan（純粹者）)，大多數爪哇人跟隨的是這種派別，信奉者遵循每日五項強制性的祈禱。[20]他們具有正統的信仰及做法，[14]相對的是被認為異端的阿邦甘。[23]
2. 阿邦甘，“紅色的人”，這類人不嚴格遵守伊斯蘭儀式。[20]這類人表面上接受伊斯蘭信仰，而實際上卻融入伊斯蘭教之前即存在的泛靈論和印度教-佛教的概念，[14]並強調內涵（內在純潔，batin）的重要性。[20]

這類“高等穆斯林（即經典主義者），凡事遵循伊斯蘭教法的烏理瑪”與地方穆斯林或稱“民間穆斯林”（也稱大眾穆斯林）”之間有所區別，這情況不僅存於爪哇，也可在其他伊斯蘭國家看到。
捷克裔英國哲學家和社會人類學家厄內斯特·蓋爾納發展出一個有影響力的穆斯林社會模型，而前述這種二分法是模型的核心：
蓋爾納看到兩者之間的辯證關係，經典主義在經過一段佔優勢時期之後，又陷入情緒、神秘、魔法式的民間伊斯蘭信仰。現代化，尤其是經歷城市化和大眾識字的結果，民間伊斯蘭教信仰的社會基礎受到侵蝕，兩者之間輪迴的平衡性遭到破壞，而發生朝向經典主義的不可逆轉轉變，在蓋爾納看來，這與西方世界的世俗化過程可相比擬。
荷蘭人類學家及作家馬丁·範·布魯尼森認為蓋爾納的劃分方式太過侷限，他把印尼的發展劃分為三個重疊的領域：
1. 以伊斯蘭教法為主導的信仰，
2. 蘇菲主義（神秘主義的伊斯蘭教，是種博學和流行的變體），
3. 地方儀式、地方神社、地方神靈崇拜和一般異端信仰和習俗所構成的外圍信仰。[note 3]

爪哇的融合式宗教信仰擁有強大的群眾基礎，超過印尼伊斯蘭學校和伊斯蘭政黨支持的數量。新加坡作者與政治家李炯才將此特性與爪哇人對新宗教具有的明顯開放性態度加以聯繫，但爪哇人只會接受適合他們的元素，李炯才提到會產生所謂“名義上”穆斯林的幾個原因為：
1. 爪哇的伊斯蘭學者所受到的訓練只適合針對兩三個世紀前的當地社會條件，而缺乏傳授正統伊斯蘭教精神和意義的能力；[25]
2. 無法將伊斯蘭教的原則概括為適應當地日常生活，並容易理解的要點；[26]
3. 而喀嘉文在無需懂得阿拉伯語的情況下即可理解和學習。[27]

在20世紀初，有些這類團體經歷正式化，建立出系統化的教義和儀式，提供一種“高級”形式的紅派宗教信仰，作為“高級”伊斯蘭教的替代品。布魯尼森認為喀嘉文出自“民俗伊斯蘭教”，而這種運動是對經典伊斯蘭教的蓄意排斥 。

## 特徵

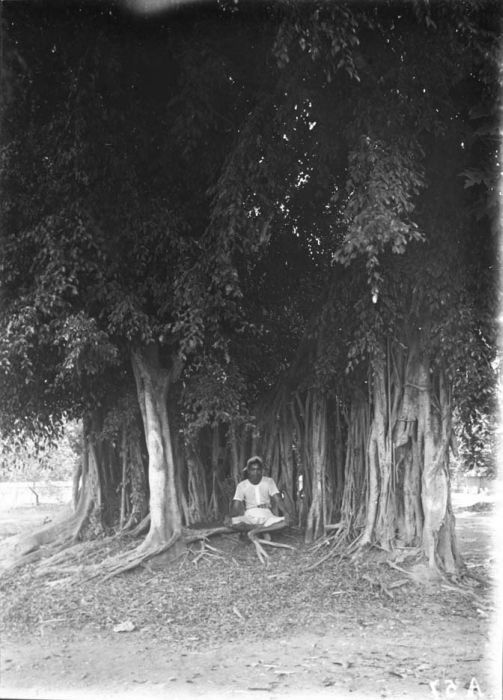
在榕樹下冥想的爪哇人（攝於1940年之前，仍為荷屬東印度時期）。

### 目標
Kebatinan這個字源自阿拉伯語batin，意思是“內涵”或是“隱晦”，或是“內在自我”。是一種形而上學，尋求內在自我的和諧，與宇宙，以及全能的上帝聯繫。Kebatinan信仰相信可投過冥想而接觸到“超級意識”。

### 信仰內容
Kebatinan信仰是源自泛靈論、印度教、佛教和伊斯蘭教的形而上學、神秘主義和其他深奧學說的結合。雖然爪哇文化有兼容並蓄特性，對新宗教持開放態度，但只有那些已被過濾而接受後才能融入爪哇的文化、性格和個性。爪哇的理想包含有智慧（wicaksana）、心靈（waskita）和完美（sempurna）的結合。追隨者必須控制自己的激情，遠離塵世的財富和舒適，以便有朝一日可達到啟蒙的和諧並與宇宙精神結合。
根據李炯才的說法，Kebatinan信仰無特定的先知和神聖經書，也沒有獨特的宗教節慶和儀式。然而，不同種類的kebatinan運動都有其創立基礎文字和創始人。
信仰kebatinan的人可以是印尼6種官方認可宗教之一的信徒，但也認同kebatinan的信仰和生活方式。

### 信徒
雖然kebatinan信仰主要是爪哇的傳統，但也吸引來自其他民族和宗教群體的追隨者，例如華人和佛教徒，以及來自澳大利亞和歐洲的外國人。印尼前独裁總統蘇哈托也自認為是追隨者之一。這種信仰的人數很難估計，因為其中許多也都是印尼官方認可宗教的信徒。

### 官方認可
雖然印尼建國五原則中的第一項就標明只承認“信仰獨一無二上帝”的宗教，這通常被認為是該國只認可一神論的理由，但有廣泛未被政府承認的宗教和教派也受到容忍。印尼宗教事務部在日惹的代表提出的1956年報告中，顯示爪哇有63個非官方認可的教派。其中有22個在西爪哇省，35個在中爪哇省，6個在東爪哇省。
其中也包括kebatinan信仰團體，例如蘇瑪拉信仰。這種鬆散組織的思想和信仰在1945年的憲法中被合法化，但未能獲得官方承認為一種宗教。kebatinan在1973年被認定為是信仰唯一全能的上帝）的信仰，但管轄工作則由宗教事務部轉給印尼教育文化部。

## 信仰做法
kebatinan信仰透過幾種信仰做法來獲取知識，即禁食
（tiraka）和冥想（參見英文條目“Tapas (Indian religions)”，tapa，也寫作tapabrata。）
許多Kebatinan信仰追隨者以自己的方式尋求精神和情感上的解脫。這些做法並非在宗教禮堂（如教堂或清真寺），而是在家裡、洞穴或深山裡進行。爪哇文化中的冥想是尋求內在自我智慧並獲得體力的方式。這一傳統代代往下傳遞。

### 冥想
冥想的方式有：
Tapa Ngalong（在樹上冥想）
Tapa Kungkum（在小瀑布下冥想，或在2-3條河流的交匯點冥想）

### 禁食
禁食是爪哇心靈主義者的一種常見做法，目的是讓身心得到訓練，以擺脫物質和情感的慾望：
- pasa Mutih（不吃任何加鹽和加糖的東西，只攝取純淨水和白飯）
- pasa Senen-Kemis（週一至週四禁食）
- pasa Ngebleng（禁食時間較長，通常各為3-5-7天）

### 泛靈崇拜
Kebatinan信仰經常被暗指為泛靈崇拜，因為這種信仰鼓勵犧牲，以奉獻給當地及祖先的神靈。這些神靈被認為棲息在自然物體、人類、文物和重要的瓦里（穆斯林聖徒）的墓地。疾病和不幸事件都由這些這些神靈造成，如果祭祀或是朝聖均無法安撫神靈，則需尋求巫師或是巫醫來幫忙解決。

### 其他信仰做法
其他做法包括：
- Tapa Pati-Geni（將自己關在漆黑的房間內，避免在一天或是數天內見火，或是見光）
- Tapa Ngadam（站立，或是步行，在日落到日落的期間維持長達24小時的沉默）

## 喀嘉文團體
當正式喀嘉文運動的出現即反映出印尼正步入現代化。這種信仰運動早在1900年代就伴隨著民族主義和現代伊斯蘭教穆哈瑪迪亞運動的興起，在城市傳統精英圈中出現，一個名為Hardopusoro的運動是最早的信仰運動之一，其與神智學會有密切的聯繫。這些運動中有些採取精英主義，而另一些也接受較低的城市和農村追隨者，而把阿邦甘的規模擴大，成為伊斯蘭教法導向的伊斯蘭教的替代品。
印尼在1945宣布獨立後，喀嘉文在政治上獲得支持，並吸引大量追隨者。世俗民族主義精英將這種運動視為盟友，以對抗興起中政治化的伊斯蘭主義。當地穆斯林政黨與共產黨和民族主義者之間的政治鬥爭，導致融合主義和經典派伊斯蘭教之間的界限更加清晰，大多數這類運動都隸屬於共產黨或印尼民族黨。
代表數百個這種信仰團體的傘狀組織，透過遊說設法取得合法官方宗教的地位。在蘇哈托時代（1967-1998）過後，由於kebatinan運動失去政治支持，而變得較不活躍，他們的追隨者也避免參與公眾活動。
印尼目前總共有數百個登記的團體，其中最著名的是：
- 修普達（Subud）[54][55]
- 蘇瑪拉（Sumarah）[54][55]
- 潘隔斯圖（Pangestu）[54][55]
- Sapta Dharma[54][55]
- 滿者伯夷潘查西拉[55]

### 修菩達
修菩達由穆罕默德·蘇布·蘇墨哈迪維多多在1920年代創立。 而修菩達這個名字在1940年代後期，當團體經合法注冊後才開始使用。修菩達運動的基礎是倡導修行，通常被稱為靈性修行（latihan kejiwaan），蘇墨哈迪維多多將其稱為“上帝的力量（the Power of God）”或“偉大的生命力量（the Great Life Force）”的指導。 蘇墨哈迪維多多的目標是依循上帝的旨意達到完美的品格。只有激情、心思和意念與內心的感覺能夠分開時，才能接觸到無處不在的“偉大的生命力量”。
蘇墨哈迪維多多認為當今人們不再單純相信文字，而需要個人證據和宗教或精神現實的證明。他聲稱修菩達不是種新的教義或宗教，而精神修行本身就是人類正在尋找的證據。他還拒絕把修菩達歸類為kebatinan團體。今日修菩達團體在大約83個國家/地區中擁有約10,000名會員。
據說Subud這個名字是由梵語中三個字susila（“良好品格”）、bodhi（“內在自我力量”）和dharma（“信靠上帝” )所組成。

### 蘇瑪拉
蘇瑪拉信仰由Pak Hardo、Pak Soekino和Pak Sutadi三人於1930年代創立，但當時並未有正式的組織。在早期，年輕的成員要學習卡諾曼（kanoman，或稱ngilmu kanoman），這是種包括武術、舞蹈、禁食以及禁慾主義的修煉。這被認為在與當時荷蘭殖民政府的對抗中是重要的修煉。1950年左右，當印尼剛獨立不久，蘇瑪拉由（ Dr. Surono）加以精簡和組織化。重點從魔法轉移到“向上帝輸誠”。從1957年起，蘇洛諾博士博士與創始人Pak Hardo和Pak Sadina之間的內部鬥爭浮現，而導致領導者在1967年改由Ary Muthy博士擔任。
蘇瑪拉的神學理論認為人類的靈魂如同聖靈，源自神聖本質產生的火花，即表示我們在本質上與上帝相似。換句話說，“一個人可在自己身上找到上帝”，這種信念與印度教-爪哇文學中的“我”的概念類似。
根據蘇瑪拉神學，人及其物質和精神世界分為三個部分：
- 有形身體和大腦。其中的Sukusma管理激情。在大腦中，思維能力有兩個功能：
  - 錄下記憶
  - 作為與上帝交流的方式
- 無形的世界，存於胸膛中。此即為吉瓦，是無法言喻的靈魂，提供支配思想和理性的動力。更深的感覺（Rasa）即存在此處。
- 更加難以捉摸和崇高的世界。這種世界隱藏在心臟附近的某處。

蘇瑪拉信仰的上帝觀與伊斯蘭教不同。它對現實抱持泛神論的看法，認為所有生物中均存有上帝。

### 潘隔斯圖
潘隔斯圖（Pangestu）（義為努力達成整合目的的運動）成立於1949年。它的教義於1932年由三位爪哇貴族形成，其中具最大影響力的名為Sunarto Mertowarjoyo。然後由R.T. Harjoparakowo和R. Trihardono Sumodiharjo Pangastu兩位記載後，並以Sasangka Djati作為書名出版（英文翻譯版之名為True Light） 。這本書描述透過禁慾、祈禱以及誦讀教派的經文以獲得wahyu - 上帝祝福的方式。

### Sapta Dharma信仰
Sapta Dharma信仰（義為7誡 （Seven Duties or Commandents））於1952年由居住在於東爪哇省諫義里縣的Harjo Sapura獲得啟示後所創立。根據繼承者，一位在日惹的大學主修法律，名為Sri Patangan女士的說法，上帝希望在危機時刻為印尼人民提供新的靈性。而目的是讓人們擺脫激情。
根據Sapta Dharma信仰教義，需要透過suji（冥想），以穿透不同層次的障礙，而接觸到爪哇的守護神塞馬爾。這種信仰的理論和方式與印度教昆達里尼瑜伽相似，用以喚醒人體的昆達里尼能量，並將之引導通過脈輪。

### 滿者伯夷潘查西拉信仰
滿者伯夷潘查西拉信仰由一位神秘主義者W. Hardjanta Pardjapangarsa創立。這種信仰透過施行爪哇印度教瑜伽  - 昆達里尼瑜伽完成，而非透過印尼印度教協會倡導的的巴厘島瑜伽。根據李炯才的著作《Fragile Nation, A: The Indonesian Crisis》Hardjanta有來自歐洲及澳大利亞的跟誰者。這種信仰的名稱中有Majapahit（滿者伯夷），是因為這個王國是印尼史上最為強大的印度教王朝，Hardjanta希望能藉此復興印度教。

## 喀嘉文的傳播

### 馬來西亞
Kebatinan信仰已傳播到馬來西亞的某些地區，在某些地方有人將其與伊斯蘭概念相結合（例如，宣稱自己是新時代伊斯蘭先知，但傳遞的信息是伊斯蘭和kebatinan信仰的結合）。而導致馬來西亞回教發展局宣布kebatinan信仰的元素是“多神信仰”（參見英文條目“Shirk (Islam)”），屬於非伊斯蘭。 透過Kebatinan信仰來闡釋伊斯蘭教的做法在馬來西亞廣泛出現在東南亞武術從業者、民俗治療師和一些傳教士（如Ariffin Mohammed和其他自封的伊斯蘭先知）之中。

### 荷蘭
在印尼的前殖民國 - 荷蘭，仍有一些活躍的kebatinan團體。

### 新加坡
由於大多數新加坡馬來人都具有印尼人血統，特別是來自爪哇島的移民，通常在老年人中仍有許多信奉Kebatinan信仰。然而這種做法在一些爪哇人武術、庫達·藍屏舞蹈表演團體以及傳統巫醫仍然很普遍。

### 蘇利南
這種信仰在19世紀後期隨著爪哇移民遷移到蘇里南，而留存在當地。

## 資料來源

### 出版物來源
- Azra, Azyumardi, , Mizan Pustaka, 2006
- Beatty, Andrew, , Cambridge University Press, 1999, ISBN 0-521-62473-8
- van Bruinessen, Martin, , 2000a  [2022-07-06], （原始内容存档于2018-02-11）
- van Bruinessen, Martin,  (PDF),  7, ISIM, Leiden: 5, 2000b  [2022-07-06], （原始内容 (PDF)存档于2016-03-03）
- van Bruinessen, Martin; Howell, Julia Day, , I.B.Tauris, 2007
- Caldarola, Carlo, , Walter de Gruyter, 1982
- Choy, Lee Khoon, , World Scientific, 1999
- Christomy, Tommy, , ANU E Press, 2008
- Epa, Konradus. . UCA News. 2010. （原始内容存档于2013-08-20）.
- Feuchtwang, Stephen, , Walter de Gruyter, 2010
- Fields, Rick, , Boston & London: Shambhala, 1992
- Geels, Antoon, , Richmond, Surrey: Curzon Press, 1997, ISBN 0-7007-0623-2
- Gombrich, Richard, , Routledge, 1996
- Headley, Stephen Cavanna, , Institute of Southeast Asian Studies, 2004
- Hooker, M.B., , Brill, 1988
- Hughes-Freeland, Felicia, , Berghahn Books, 2008
- Hunt, Stephen J. . Aldershot, Hampshire: Ashgate Publishing. 2003. ISBN 0-7546-3410-8.
- van der Kroef, Justus M. . Far Eastern Survey. 1961, 30 (2): 18–25. JSTOR 3024260. doi:10.2307/3024260.
- Levenda, Peter, , Nicolas-Hays, 2011
- Masud, Muḥammad Kalid; Salvatore, Armando; van Bruinessen, Martin, , Edinburgh University Press, 2009, ISBN 9780748637942
- McDaniel, June. . Nova Religio: The Journal of Alternative and Emergent Religions. 2010, 14 (1): 93–111. JSTOR 10.1525/nr.2010.14.1.93. doi:10.1525/nr.2010.14.1.93.
- McMahan, David L., , Oxford University Press, 2008, ISBN 9780195183276
- Muhaimin, Abdul Ghoffir, , ANU E Press, 2006
- Mulder, Niels, , Singapore: Singapore University Press, 1978
- Mulder, Niels, , Kanisius, 2005
- Oey, Eric, , Tuttle Publishing, 2000
- Ooi, Keat Gin (编).  3. Santa Barbara: ABC-CLIO. 2004  [2022-07-06]. ISBN 978-1576077702. OCLC 646857823. （原始内容存档于2016-08-08）.
- Rambachan, Anatanand, , University of Hawaii Press, 1994
- Renard, Philip, , Cothen: Uitgeverij Juwelenschip, 2010
- Research School of Pacific Studies, , Australian National University, 1980
- Retsikas, Konstantinos, , Anthem Press, 2012
- Sinari, Ramakant, , Delhi: Centre for Studies in Civilizations, 2000
- Stange, Paul, , University Microfilms International, 1980
- Tarling, N., , Cambridge University Press, 1992
- Victoria, Brian Daizen,  Second, Lanham e.a.: Rowman & Littlefield Publishers, Inc., 2006

### 網路來源
1. ↑  Indonesia: East Java native religion called Aliran Kepercayaan or Kepercayaan Kepada Tuhan Yang Maha Esa, aka Pangistu; its status and treatment of its members by Muslim fundamentalists (2003-June 2004)
2. ↑  .   [2022-07-06]. （原始内容存档于2022-07-02）.

## 進一步閱讀
- Fajfrlíková, Pavla, , Kulturní studia / Cultural Studies, 2018  [2022-07-06], （原始内容存档于2022-07-09）
- Geertz, Clifford, , University of Chicago Press, 1976
- Jones, David, , 2010  [2022-07-06], （原始内容存档于2022-07-02）
- Kinney, Ann R.; Klokke, Marijke J.; Kieven, Lydia, , University of Hawaii Press, 2003
- Retsikas, Konstantinos, , Anthem Press, 2012
- Stange, Paul,  (PDF), n.d.  [2022-07-06], （原始内容 (PDF)存档于2021-11-06）
- 蔡宗德. . 亞太硏究論壇 (臺北市: 中央研究院人文社會科學研究中心). 2008-03, (39): 168.

## 外部連結
- Kejawen, a Javanese traditional spiritual teaching - Joglosemar Online （页面存档备份，存于）
- A center for Javanese Metaphysics and Kundalini Yoga （页面存档备份，存于）
- Sumarah （页面存档备份，存于）
- SUMARAH: A STUDY OF THE ART OF LIVING （页面存档备份，存于）
- IndaNehsia.com, Religion at Java （页面存档备份，存于）